# Robin Finck
John Robert Finck, también conocido como Robin Finck, (7 de noviembre de 1971) es un guitarrista estadounidense. Ha trabajado en varios álbumes y giras desde 1994; el 4 de abril en el sitio oficial de Nine Inch Иails se anunció su regreso para la gira de 2008. Trabaja a tiempo parcial para el Cirque du Soleil, como músico para el evento. Además, fue guitarrista principal de la banda de hard rock Guns N' Roses durante 13 años (1996-2009), trabajando en el álbum Chinese Democracy en la mayoría de las canciones. Finck deja la banda para salir de tour con NIN y es reemplazado por Daren Jay Ashba DJ Ashba. Es uno de los pocos artistas que ha tocado en dos bandas diferentes que aparecen en VH1 ' "100 artistas de Hard Rock": Nine Inch Nails (clasificados no. 43 [1] ) y Guns N' Roses (clasificados no. 9 [1] ).

## Carrera musical
Finck creció en Marietta, Georgia, y tocó con varias bandas sin firmar radicadas principalmente en la zona de Atlanta. Se unió a Nine Inch Nails como parte de su gira en 1994-95 a partir de la salida del guitarrista anterior Richard Patrick . Finck apareció con Nine Inch Nails en Woodstock '94 , y vio su primera publicación oficial con ellos, publicada en 1997. Una vez que se completó la gira, tomó un trabajo para tocar en la compañía de circo Cirque du Soleil en el recorrido original de Quidam . En 1997 (por sugerencia del entonces batería Matt Sorum) Finck firmó un contrato de dos años con Guns N 'Roses como el sustituto de Slash (que había dejado la banda a finales del año anterior) y comenzó a trabajar para el álbum de la banda, Chinese Democracy. En esos dos años colaboró en el álbum en vivo de Guns N Roses Live Era 87-93 regrabando partes de voces y guitarra. Cuando los dos años pasaron, Chinese Democracy no se había completado, aunque la canción Oh My God (canción) fue lanzada en la película End of Days como banda sonora. La participación de Finck en la canción está en disputa debido a que Dave Navarro también colaboró en esta.
Finck se reunió con Nine Inch Nails, ya que la banda se embarcó en una gira en apoyo del álbum de 1999 The Fragile. De esta gira se lanzó el álbum en vivo / DVD, And All That Could Have Been, que marcó una segunda estimación de Finck con ellos. Poco después de finalizar la gira en 2000, regresó a Guns N 'Roses tocando cuatro espectáculos con ellos a finales de 2001, seguido de una breve gira por Europa y Asia, y una aparición en vivo en los MTV video Music Awards. En esos días Finck y su entonces compañero de banda Buckethead contribuyó a la banda sonora de la película de John Carpenter, Ghosts of Mars, tocando junto a miembros de Ántrax y el virtuoso de la guitarra Steve Vai. Después de que se cumplieron sus obligaciones de gira con GNR se unió a la LedZAriel producción (la actuación de acróbatas con la música de la banda Led Zeppelin).
Finck fue invitado a unirse a la gira de NIN para promocionar el álbum With Teeth, pero decidió no hacerlo y el puesto fue ocupado por Aaron North. En el verano de 2006, realiza una gira por Europa con Guns N 'Roses tocando ante más de 700.000 personas. [10] Terminaron en un tour por América del Norte durante el resto del año, y se fueron a México, Australia y Japón en 2007.
El 4 de abril de 2008, Trent Reznor anunció que Finck se vuelve a sumar a Nine Inch Nails como miembro de la banda en vivo. Posteriormente, contribuyó al álbum The Slip, junto a los miembros de banda Josh Freese y Alessandro Cortini.
En noviembre de 2008, el esperado álbum de Guns N 'Roses Chinese Democracy fue lanzado. Finck tiene un crédito coescribiendo la canción "Better", que más tarde fue lanzada como sencillo. También tocó la guitarra en cada pista, realizando 7 de los solos de guitarra y tiene créditos adicionales para teclados, arreglos y preproducción. Optó por permanecer con NIN después del lanzamiento del álbum, y a partir del 21 de marzo de 2009 fue sustituido como el primer guitarrista de Guns N 'Roses por DJ Ashba.
Finck continuó actuando con la banda a lo largo del 2009, Nine Inch Nails / Jane's Addiction (NIN/JA) gira, con espectáculos en toda América del Norte, y la posterior gira por Europa y Asia. La banda regresó a los EE. UU. para tocar una serie de espectáculos que culminaron en la apariencia final en vivo de Nine Inch Nails.
Finck aparece en el álbum The lady Killer del artista Cee-lo Green.
El 12 de marzo de 2012, apareció en el escenario con Guns N 'Roses, interpretando el tema "Better".
El 17 de mayo de 2013, se anunció por Trent Reznor a través de su cuenta de Twitter que Robin Finck vuelve a Nine Inch Nails para los viajes de 2013-14.
En el año 2014 tuvo una entrevista con Ultimate Guitar en la que explica como fue su tiempo en Guns N Roses y Nine Inch Nails. También dijo estar trabajando en lo que sería su primer disco en solitario: "Ya estaba en la agonía de eso cuando Trent me llamó para esta gira y me volveré a poner con ello cuando esta gira tomé tierra en algún momento del año próximo. He estado dándole muchas vueltas por mi cuenta y las canciones han nacido al piano o a la guitarra y las construyo a partir de ahí. pero aún tengo que presentarlas a cualquier muro de ruido. Si, yo canto, si."
Para el año 2015 compone la banda sonora de un nuevo videojuego llamado "Noct". “Fui invitado al mundo de ‘Noct’ para así complementar el trabajo realizado por Wordclock, y así poder ofrecer una melodía espirituosa y esperanzandora en un terrero devastado y repleto de jodidos y macabros monstruos” – comenta. “Esta experiencia ha sido embriagadora, llegando a cooperar para así poder diseñar la inmersión de este trabajo de audio. El equipo cuenta con escrupulosas criaturas y juntos disfrutamos de ir viendo cómo sacábamos adelantos los progresos“.

## Vida personal
En 2001, Finck se casó con la acróbata Bianca Sapetto, con quien tiene una hija. Se conocieron mientras trabaja en el Cirque du Soleil .Además de ser un músico, también diseña y muestra algunos de sus propios dibujos y fotos en su página web. En 2007 contribuyó con obras de arte en forma de dibujos de tinta al álbum Frames de Oceansize a petición de su guitarrista.

## Discografía

### Guns N' Roses
- Chinese Democracy (2008)

### Nine Inch Nails
- The Downward Spiral (1994)
- Closer to God (1994)
- Further Down the Spiral (1995)
- And All That Could Have Been (2002)
- The Slip (2008)

### Varios
- Ghosts of Mars (Banda Sonora Con Varios Artistas) (2001)
- Frames álbum de Oceansize (ilustraciones del Álbum) (2007)
- The Lady Killer (Outro) - Cee-Lo Green (2010)
- Noct (Banda sonora del videojuego) (2015)
- Serious Sam 4 (Hero Too) (2020)